# Battus laodamas subsp. iopas
Battus laodamas iopas es una subespecie de Battus laodamas, una mariposa de la familia Papilionidae.

## Descripción
Las alas anteriores son de color negro, con un tono más oscuro desde donde termina la cédula discal hacia la región basal. En la región submarginal desde a la vena M1, tiene de 4 a 5 manchas casi en forma triangular, éstas de color claro. En las alas posteriores, el tono de fondo es negro con brillo verdoso, con seis a siete manchas, ovaladas de color verde-gris claro en la región postdiscal a veces extendiéndose hasta la región discal. También tiene manchas submarginales del mismo color en forma de lúnulas muy delgadas. La diferencia con la especie nominal es que en esta subespecie la primera banda de manchas corta la cédula discal. Las alas ventralmente son de color pardo claro, desde la cédula discal a la altura de la vena M3, hacia el margen interno es más oscura, casi negro. También tiene una serie se manchas submarginales de color claro desde la vena M2. La primera mancha desde esta vena (M3), se extiende hasta la cédula discal. Las alas posteriores son de color negro, con una serie de machas anaranjadas en forma de bumerán en la región submarginal. La banda marginal es interrumpida y es en forma de lúnulas delgadas de color claro.
En ambos sexos el abdomen, tórax y cabeza ventralmente es de color negro con una hilera de puntos laterales de color amarillo opaco.

## Distribución
Esta mariposa se puede encontrar muy frecuentemente a lo largo de la costa del pacífico mexicano, a altitudes que van desde el nivel del mar hasta los 500 m s. n. m., desde el centro de Sinaloa hasta al sur de Oaxaca. También se le ha registrado hacia el interior de las montañas a altitudes de hasta 1280 m, en los estados de Jalisco, Michoacán y México.

## Estado de conservación
No se encuentra bajo ninguna categoría de riesgo.